# Wissbonnen
Wissbonnen war ein ehemals selbständiger Ortsteil der Gemeinde Eitorf und gehört jetzt zu Halft. Der Name stammt vermutlich aus der Verbindung von Wiese und Born(en).

## Lage
Wissbonnen liegt nördlich der Sieg an den Hängen des Nutscheid in einer Höhe von 95 bis 105 m ü. NHN. Nachbarorte im Norden sind Gerressen, Kehlenbach und Sommerhof.

## Einwohner
1885 hatte Wissbonnen neun Wohngebäude und 42 Einwohner.
1925 waren in Wissbonnen 11 Haushalte verzeichnet, davon sechs Familien Feld.